# Simão Sabrosa
Simão Pedro Fonseca Sabrosa OIH (Constantim, Vila Real, 31 de outubro de 1979) é um ex-futebolista português que atuava como extremo-esquerdo ou médio.
Desde junho de 2021 é o Diretor de Relações Internacionais do Sport Lisboa e Benfica.

## Carreira

### Sporting
Nascido em Constantim, Vila Real, Simão começou a sua carreira no Sporting, clube que já havia revelado craques como Luís Figo, e que, mais tarde, revelaria Cristiano Ronaldo. Durante os seus dois anos ao serviço dos leões, jogou 53 jogos e marcou 12 golos, o primeiro na sua estreia com apenas 17 anos de idade contra o Gil Vicente.

### Barcelona
No verão de 1999, Simão foi contratado pelo Barcelona por 15 milhões de euros. Tornou-se companheiro de Luís Figo na temporada 1999–00, ano em que o Barça terminou em segundo lugar na La Liga, atrás do Deportivo La Coruña. Em 2001, depois de uma temporada fraca ao serviço do clube, Simão voltou a Portugal e assinou pelo Benfica por 12 milhões de euros.

### Benfica
Simão tornou-se desde o início um favorito dos benfiquistas, e foi então nomeado capitão das Águias. Nos seis anos ao serviço dos Encarnados, Simão liderou sempre a tabela dos melhores marcadores, marcando no total 76 golos.
Na temporada 2004–05, na qual o Benfica se tornou campeão depois de uma longa espera de 11 anos, Simão jogou todos os jogos e todos os minutos, marcando 15 golos. Nessa época, o Benfica também chegou à final da Taça de Portugal, onde viria a perder por 2–1 frente ao Vitória de Setúbal, jogo em que Simão marcou o tento do Benfica à passagem do minuto quatro, através de grande penalidade. Na Taça da UEFA, Simão também jogou em todos os jogos e marcou quatro golos, dois contra o Dukla Banská Bystrica, da Eslováquia, na vitória por 3–0.
Simão continuou em excelente forma na temporada 2005–06, ajudando a sua equipa na Liga dos Campeões da UEFA, onde chegaram aos quartos-de-final. Jogou em oito das dez partidas da competição, incluindo na derrota frente ao Manchester United por 2–1, na fase de grupos, jogo em que marcou através de um livre. Nos oitavos-de-final, Simão ajudou o Benfica na vitória sobre o então campeão Liverpool, marcando através de um remate bem colocado no canto superior esquerdo da baliza de Pepe Reina, jogo que o Benfica ganhou por 2–0.
Nos anos seguintes, Simão foi cobiçado por gigantes ingleses como Manchester United e Liverpool, mas decidiu ficar no Benfica.

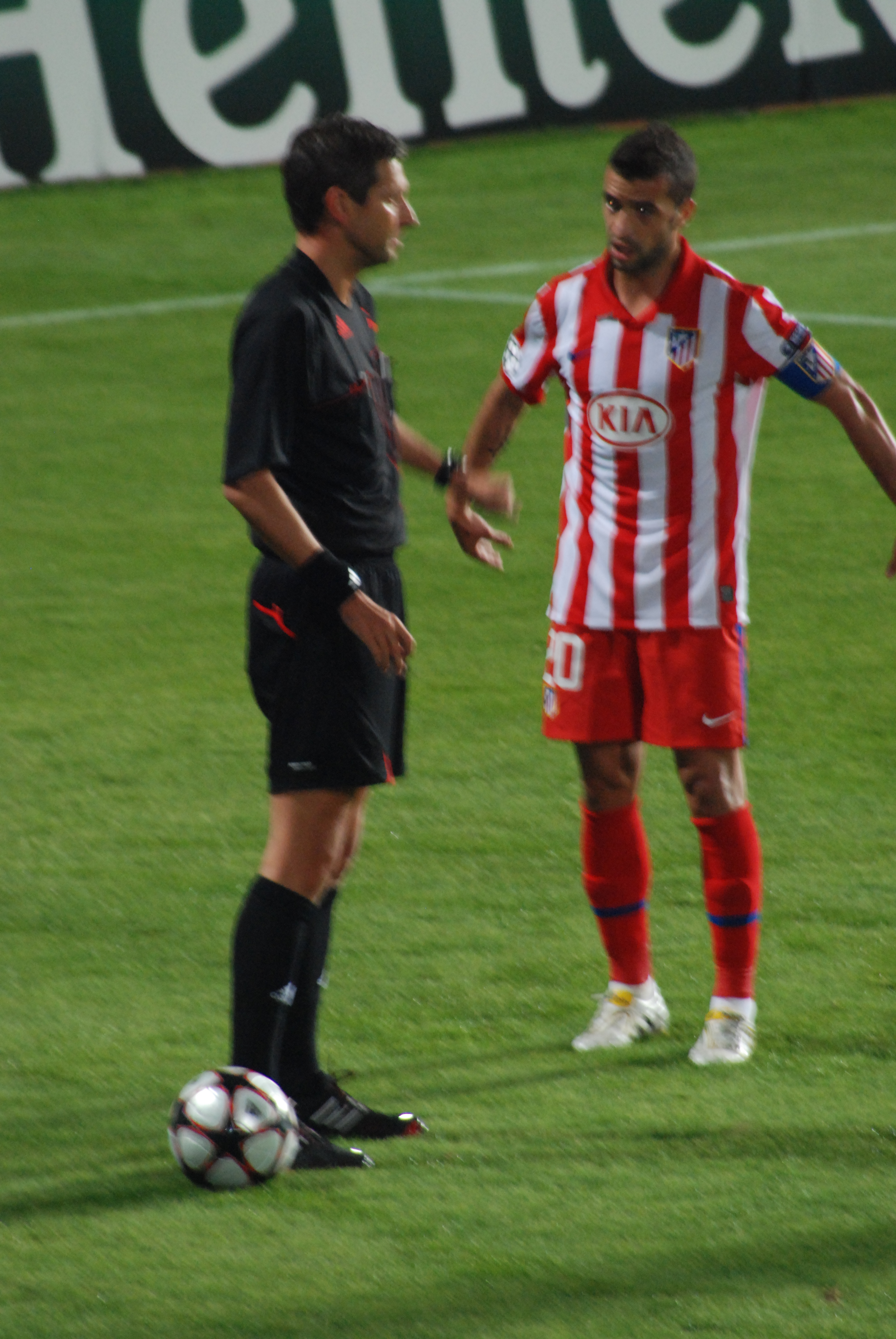
Simão atuando pelo Atlético de Madrid em 2009

### Atlético de Madrid
No dia 26 de julho de 2007, foi anunciado pelo Atlético de Madrid por 20 milhões de euros. Nas suas primeiras duas temporadas ao serviço dos Colchoneros, Simão foi titular absoluto, marcando um total de catorze golos, sete em cada temporada, ajudando o clube a terminar em quarto lugar em ambas as ocasiões.
No dia 12 de abril de 2009, entrou na história do clube madrileno ao marcar o golo número 4 mil do Atlético. Foi também, no verão desse ano, nomeado capitão, depois de uma mudança feita pelo então treinador Abel Resino nos Rojiblancos.
No dia 14 de janeiro de 2010, Simão marcou dois golos na goleada do Atlético de Madrid por 5–1 contra o Huelva.

### Beşiktaş
Após três anos ao serviço do Atlético de Madrid, Simão Sabrosa assinou por duas temporadas e meia pelo Besiktas, tendo a sua contratação sido confirmada no dia 22 de dezembro.
A 11 de maio de 2011, após o empate a 2–2 no tempo de jogo regulamentar contra o İstanbul Başakşehir, na Taça da Turquia, Simão converteu o pênalti decisivo que deu o título ao Beşiktaş — naquele que foi o único troféu que Simão venceu na Turquia. Apesar de ter contrato até 2013, em julho de 2012 assinou uma rescisão amigável com o clube turco.

### Espanyol
No dia 17 de agosto, Simão assinou por duas temporadas com o Espanyol. Ao final do contrato, em 2014, não optou pela renovação.

## Seleção Nacional
Simão estreou pela Seleção Portuguesa no dia 18 de novembro de 1998, com apenas 19 anos de idade, num amigável contra Israel. Sabrosa não participou no Campeonato do Mundo FIFA de 2002 devido a lesão, mas veio a participar dois anos depois no Euro 2004. Neste torneio, jogou em três da seis partidas realizadas por Portugal. Tornou-se notável no jogo frente à Inglaterra, onde cruzou a bola para o golo do empate de Hélder Postiga. O jogo acabaria por ser decidido nos pênaltis, onde a Seleção Portuguesa levou a melhor e venceu por 6–5, após o 2–2 nos 120 minutos.
No dia 5 de julho de 2004, foi nomeado Oficial da Ordem do Infante D. Henrique.
Dois anos depois, Simão foi incluído na convocatória de Luiz Felipe Scolari para representar a Seleção das Quinas no Campeonato do Mundo FIFA de 2006. Participou em todos os jogos da Seleção Portuguesa, marcando apenas um golo no 24.º minuto, na vitória de 2–1 contra o México, na fase de grupos. No dia 1 de julho, nos quartos-de-final, Portugal e Inglaterra voltaram a enfrentar-se nas grandes penalidades, onde Portugal levou a melhor pela segunda vez consecutiva, vencendo por 3–1, com Simão a converter o seu pênalti.
No Euro 2008, Simão atuou em três partidas, não marcou golos e Portugal foi eliminado pela Alemanha nos quartos-de-final.
Quando muitos já apontavam Cristiano Ronaldo como a maior estrela da Seleção, foi Simão quem marcou mais golos nas Eliminatórias do Mundial FIFA de 2010, tendo marcado quatro golos, incluindo dois na vitória de 3–0 contra a Hungria.
Simão foi incluído na lista de 23 convocados anunciada por Carlos Queiroz e foi titular no jogo frente à Coreia do Norte, na qual marcou na vitória portuguesa por 7–0.
No dia 27 de agosto de 2010, numa carta enviada à FPF e dirigida a Gilberto Madail, o jogador referiu que chegou "o momento de colocar um termo" à sua presença "enquanto jogador profissional a representar a Seleção dentro de campo". Na carta, Simão Sabrosa alegou “motivos de ordem pessoal” que o impedem de “estar disponível para representar oficialmente, e como jogador profissional, a Seleção Nacional de Futebol”. O jogador termina o texto afirmando que continuará “a apoiar a Seleção de todos nós fora das quatro linhas”.

### Golos pela Seleção Portuguesa
|    | scondendia             | Cidade   | Adversário    | Resultado |         | Competição                                                  | Referência |
| -- | ---------------------- | -------- | ------------- | --------- | ------- | ----------------------------------------------------------- | ---------- |
| 1. | 18 de novembro de 1998 | Setúbal  | Israel        | 2 – 0     | 46' 89' | Amigável                                                    | [ 20 ]     |
| 2. | 16 de agosto de 2000   | Viseu    | Lituânia      | 5 – 1     | 46'     | Amigável                                                    | [ 21 ]     |
| 3. | 3 de setembro de 2000  | Tallinn  | Estónia       | 1 – 3     | 71'     | Eliminatórias do Campeonato do Mundo FIFA de 2002 (Grupo 2) | [ 22 ]     |
| 4. | 7 de outubro de 2000   | Lisboa   | Irlanda       | 1 – 1     | 77'     | Eliminatórias do Campeonato do Mundo FIFA de 2002 (Grupo 2) | [ 23 ]     |
| 5. | 11 de outubro de 2000  | Roterdão | Países Baixos | 0 – 2     | 90'     | Eliminatórias do Campeonato do Mundo FIFA de 2002 (Grupo 2) | [ 24 ]     |

## Estilo de jogo
Foi um ponta veloz, dotado de uma excelente técnica e de um excelente remate colocado. Destro, podia jogar em qualquer lado do campo e era um exímio cobrador de faltas, tendo sido decisivo em diversas situações.

## Vida pessoal
Simão tem três filhos: Martim e Mariana, do primeiro relacionamento, com Filipa Valente, e Simão Salvador, da relação com Vanessa Rebelo, com quem se casou em 23 de setembro de 2024.

## Títulos
Benfica
- Taça de Portugal: 2003–04
- Supertaça Cândido de Oliveira: 2005
- Primeira Liga: 2004–05

Atlético de Madrid
- Liga Europa da UEFA: 2009–10
- Supertaça da UEFA: 2010

Beşiktaş
- Taça da Turquia: 2010–11

Seleção Portuguesa
- Campeonato Europeu de Futebol Sub-17: 1996

### Prémios individuais
- Bola de Prata: 2002–03
- Futebolista do Ano da Primeira Liga: 2006–07